# Skákavka velká
Skákavka velká (Marpissa muscosa) je druh pavouka z čeledi skákavkovití.

## Popis
Samice dorůstají délky až 11,5 mm, samci 7,5–8 mm. Patří mezi největší skákavky žijící v ČR. Základní zbarvení je šedohnědé, hlavohruď je světle ochlupená s podélnými proužky světlých chloupků na bocích, v oblasti očí o něco tmavší. Samice mají pod očima příčný žlutobílý nebo oranžový proužek. Protáhlý zadeček je mírně zploštělý, skvrnitý, u samic s tmavě ohraničenou centrální páskou, která je u některých jedinců světlejší a u jiných naopak tmavší než okolí. Podél ní leží hnědavá políčka. Zboku je zadeček někdy téměř černý. Kresba samců je kontrastnější, vpředu s hnědou centrální skvrnou a třemi vlnitými příčnými proužky. Konec zadečku je světlý. Nohy jsou tmavě pruhované a světle ochlupené. Přední nohy jsou tmavší a u samců výrazně mohutnější. Makadla samců jsou šedohnědá, makadla samic hnědě a šedobíle kroužkovaná.

## Rozšíření
Jedná se o palearktický druh rozšířený v Evropě a Asii. V České republice se vyskytuje roztroušeně na celém území, na jižní Moravě hojně.

## Výskyt
Vyskytuje se v nižších polohách, v České republice byla nalezena do nadmořské výšky 550 m (nejhojněji 150 až 200 m). Obývá okraje lesů (především doubrav a borů), lesostepi, rašeliniště a vřesoviště. Někdy také v blízkosti lidských sídel. Často na kmenech stromů, dřevěných plotech nebo na zdech budov. Nejčastěji se s dospělci venku setkáváme od dubna do září. Dospělci přezimují.
Zhotovuje si úkryt pod odchlíplou kůrou stromů, plotů, nebo kůlů. Těchto úkrytů se může nacházet až 100 na jednom místě. Je aktivní ve dne za slunečného počasí, kdy aktivně pátrá po kořisti, kterou loví skokem.

## Rozmnožování
Samci na jaře (obvykle v květnu) předvádí takzvaný zásnubní tanec, kdy upoutávají pozornost samice kýváním předních nohou. Ke kopulaci dochází v pavučinové komůrce samce. Samice následně upřede pod kůrou vlastní bílou pavučinovou komůrku, ve které vytvoří několik plochých kokonů, které hlídá až do vylíhnutí mláďat. Těchto kokonů může být i pět v jedné komůrce, a na jednom místě také může být více samic s kokony. Mláďata dospívají v dalším roce a poté přezimují jako dospělci.

## Galerie

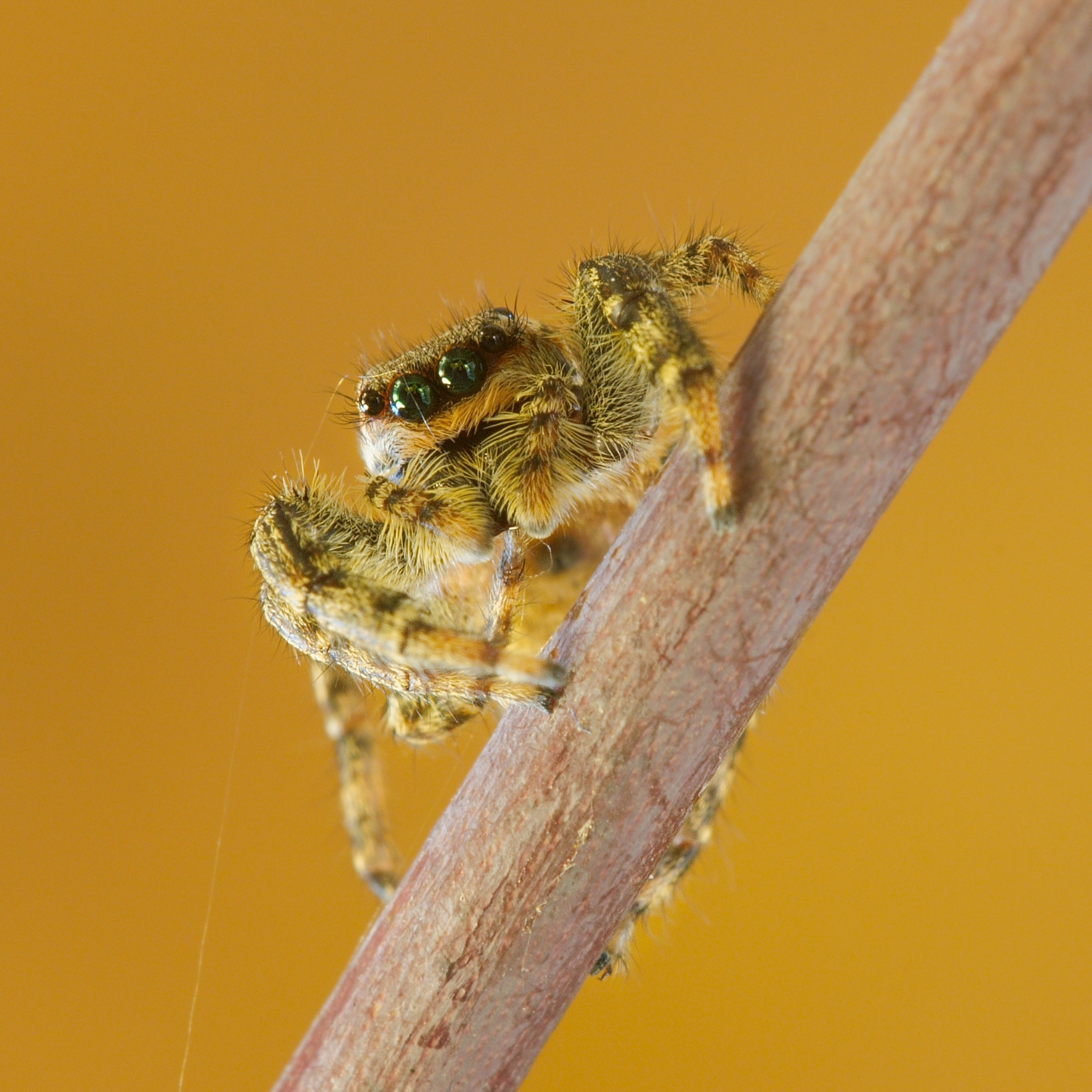
Čelní pohled na skákavku velkou
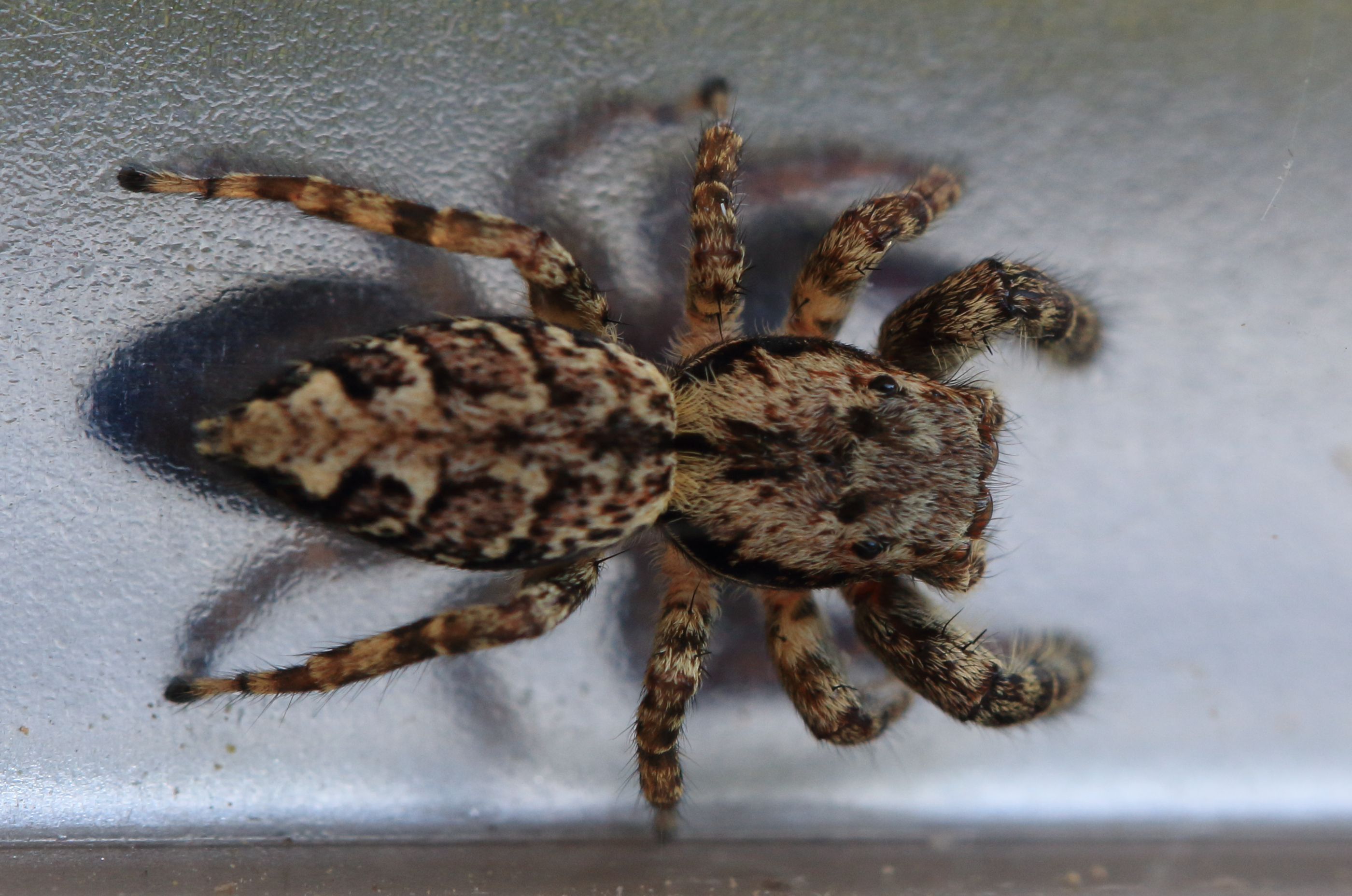
Samice skákavky velké
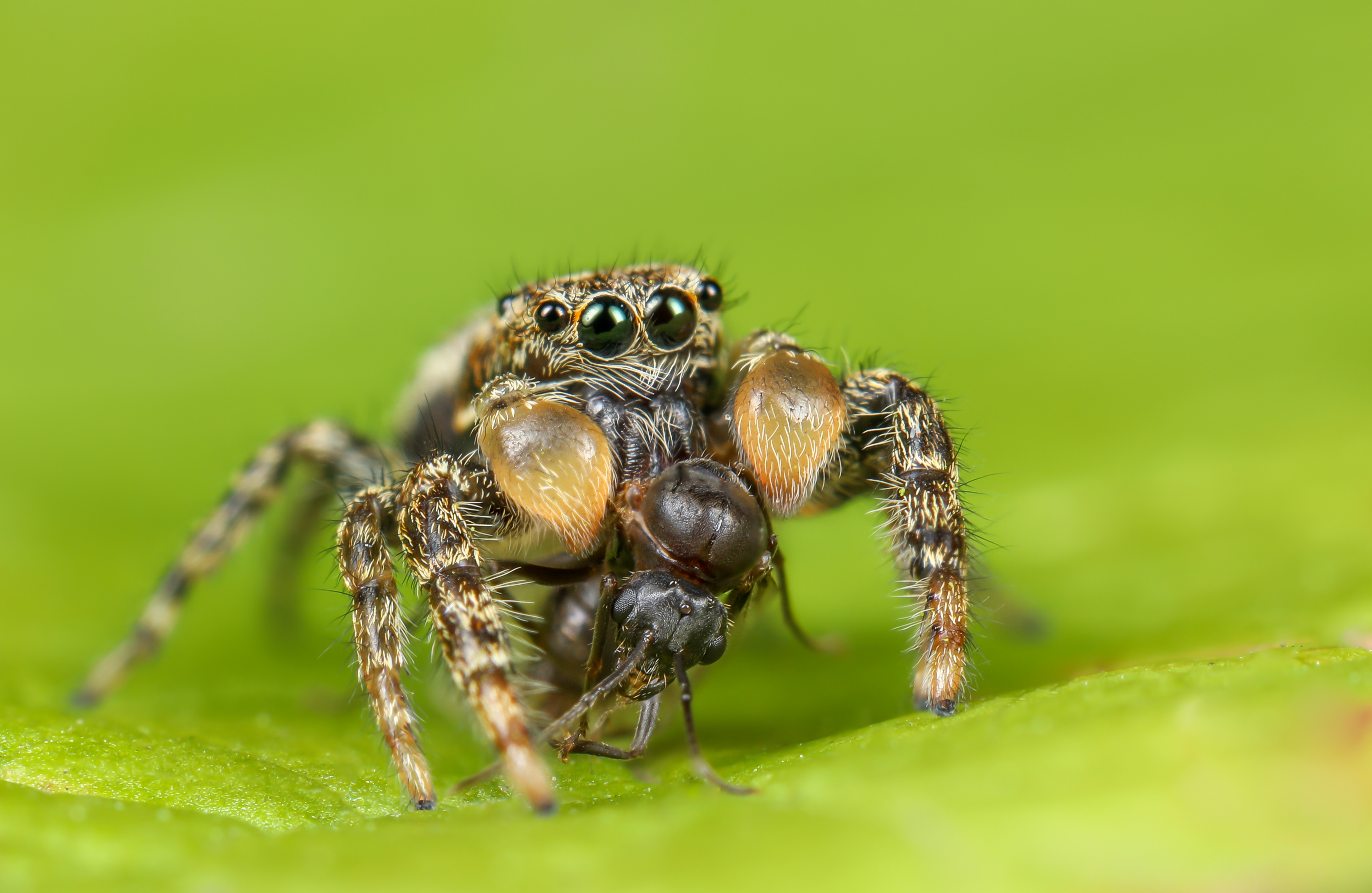
Skákavka velká s ulovenou kořistí
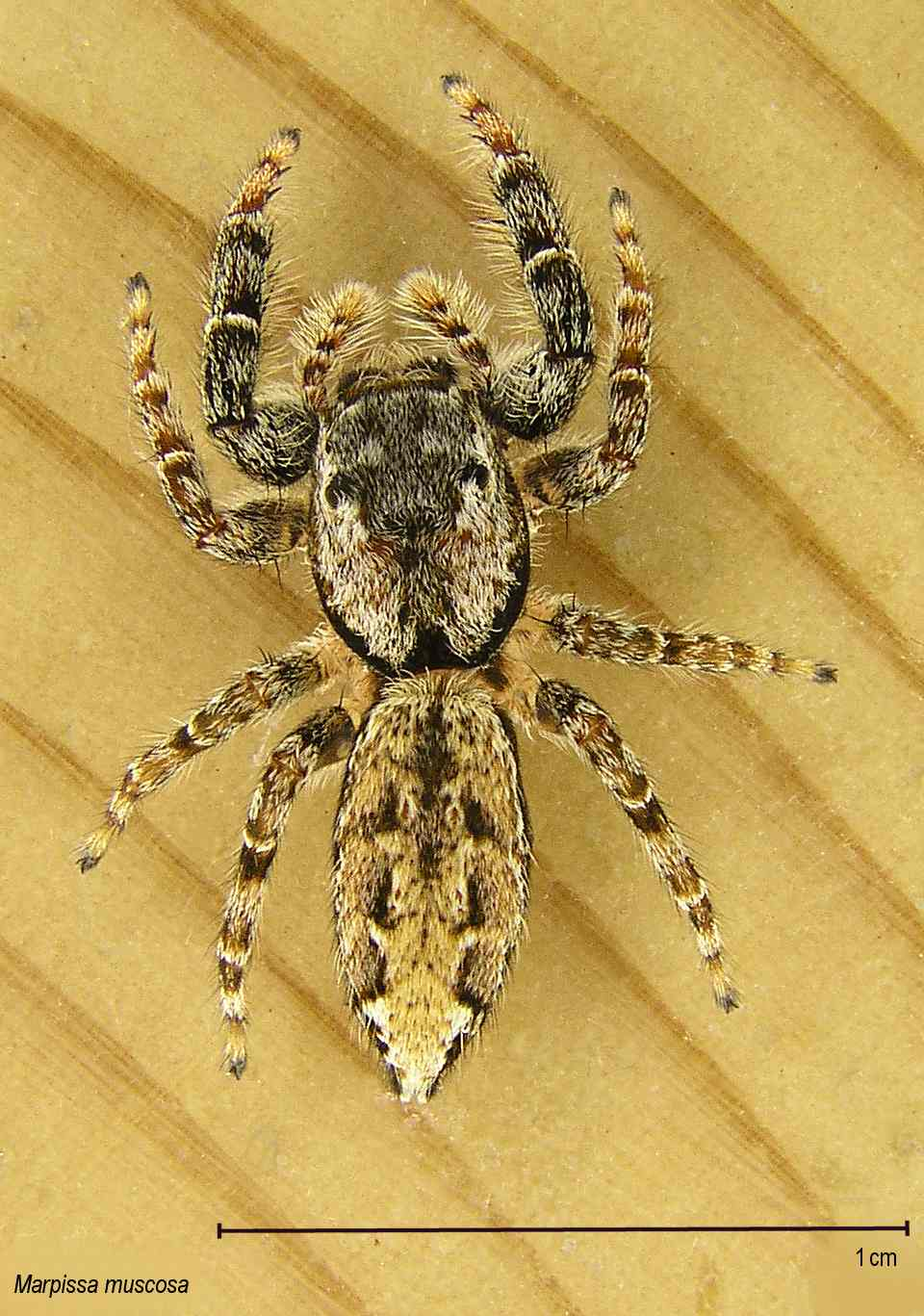
Skákavka velká s měřítkem
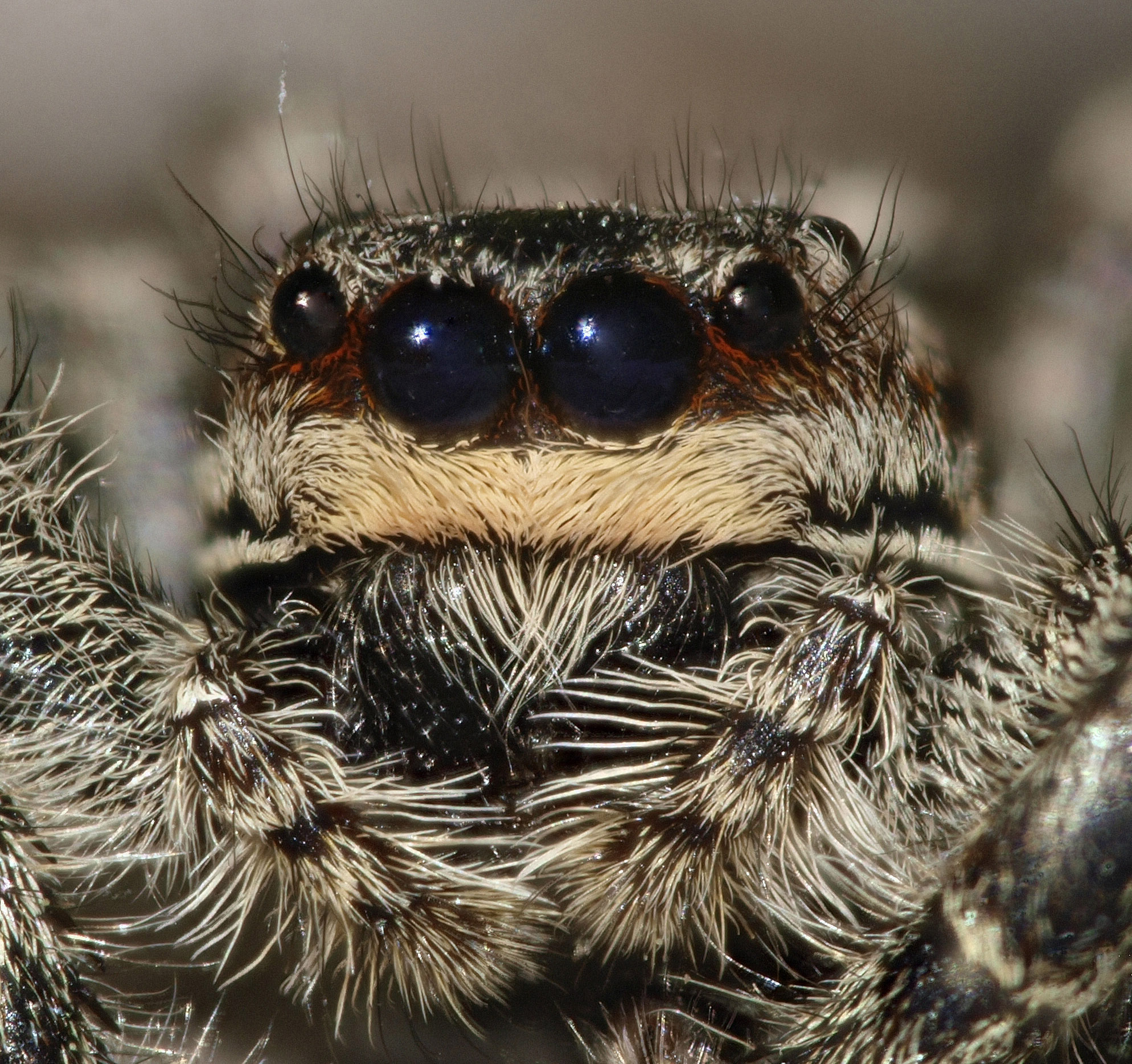
Oči skákavky velké
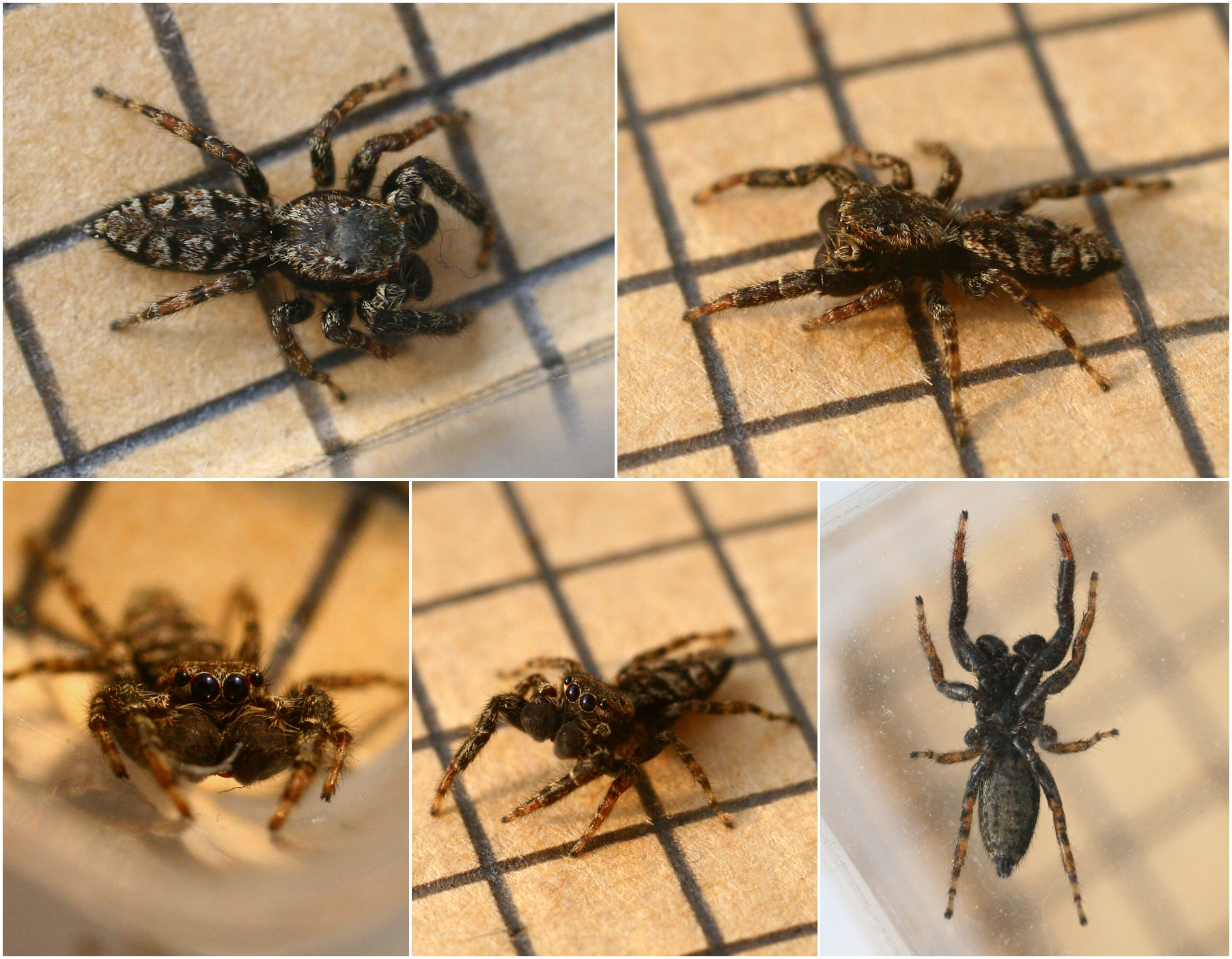
Samec skákavky velké z různých stran
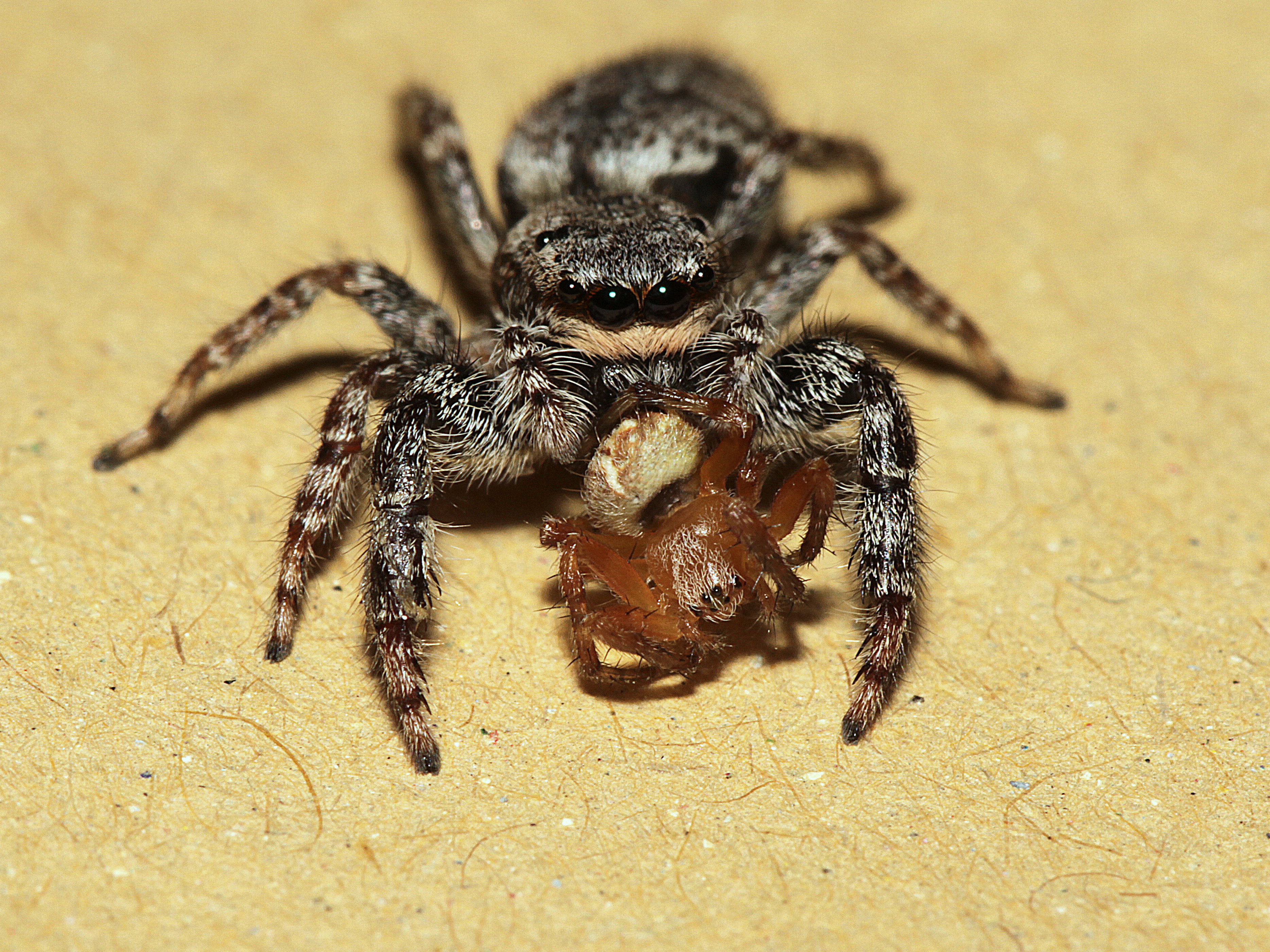
Skákavka velká ulovila drobného pavouka